# Jenna Thiam
Pour les articles homonymes, voir Thiam.
Jenna Thiam, née le 26 juillet 1990 à  à Bruxelles, est une actrice belge. Elle joue notamment le rôle de Léna dans la série Les Revenants sur la chaîne Canal+.

## Biographie
Née dans une famille d'artistes, elle découvre la scène en tournée avec son père percussionniste. Sa mère travaillant dans la mode, Jenna Thiam s'essaye au mannequinat en défilant pour des grandes marques et en posant pour des magazines. Après son bac littéraire, elle part en tournée jouer Suspendus, une pièce contemporaine décalée. 
En 2006, elle suit un stage au Lee Strasberg Institute de New-York. Suivi en 2007 d'un stage de théâtre à l'Université Columbia. De 2008 à 2010, Jenna Thiam est élève au Cours Florent. Puis de 2010 à 2013, elle est élève au Conservatoire national supérieur d’art dramatique. En outre, Jenna Thiam est diplômée d'un master en littérature de l'Université Paris-VIII.
Le 29 décembre 2018, elle épouse le chanteur portugais Salvador Sobral, vainqueur du Concours Eurovision de la chanson 2017.

## Filmographie

### Cinéma

#### Longs métrages
- 2013 : La Crème de la crème de Kim Chapiron : l'employée reprographie
- 2014 : Salaud, on t'aime de Claude Lelouch : Hiver
- 2014 : L'Année prochaine de Vania Leturcq : Aude
- 2014 : Vie sauvage de Cédric Kahn : Céline
- 2015 : Anton Tchekhov - 1890 de René Féret : Lika Mizinova
- 2016 : L'Indomptée de Caroline Deruas : Axèle
- 2017 : Mes provinciales de Jean Paul Civeyrac : Valentina
- 2018 : Le Cahier noir de Valeria Sarmiento : Suzanne Monfort
- 2020 : Les choses qu'on dit, les choses qu'on fait d'Emmanuel Mouret : Sandra
- 2021 : Black Parthenope d'Alessandro Giglio : Cécile
- 2022 : Le Parfum vert de Nicolas Pariser : Caroline
- 2025 : Ni dieux ni maîtres d'Éric Cherrière : Laure

#### Courts métrages
- 2009 : Le Chant des sirènes de Nicolas Miard : Marine
- 2010 : Le Rollerboy de David Meanti : VRP Robotscan 3000
- 2010 : Bienvenue de Jeannie Donohoe
- 2011 : O de Chloé Bourges
- 2015 : Jeanne d'Arc de Kristian Sejrbo Lidegaard : Jeanne

### Télévision
- 2010 : Clem : Léna
- 2010 : R.I.S, police scientifique
- 2012-2015 : Les Revenants : Léna Séguret
- 2016 : The Collection : Nina

### Clip
- 2019 : Niemand de Kompromat

## Doublage
Adelaide Kane dans :
- American Nightmare

## Théâtre
- 2011 : La Fiancée aux yeux bandés d’Hélène Cixous, mise en scène de Daniel Mesguich, Espace Pierre Cardin
- 2012 : Caligula d'Albert Camus, mise en scène de Sébastien Depommier, CNSAD
- 2013 : Love me or kill me d'après Sarah Kane et Copi, mise en scène de Philippe Calvario, CNSAD
- 2014 : À l'ouest des terres sauvages, texte et mise en scène de Pauline Bayle, Théâtre 13
- 2016 : La Mort de Danton de Georg Büchner, mise en scène de François Orsoni, Théâtre de la Bastille, MC93 Bobigny
- 2020 : Illusions perdues texte d'Honoré de Balzac, mise en scène de Pauline Bayle